# Amortisseur harmonique

La masse (en jaune) représente la boule qui se déplace à l'intérieur de l'immeuble (en bleu). Les vérins hydrauliques (en vert) amortissent le mouvement du bâtiment. Dans cette animation, les mouvements des objets sont amplifiés ; ils ne sont jamais aussi importants en réalité.

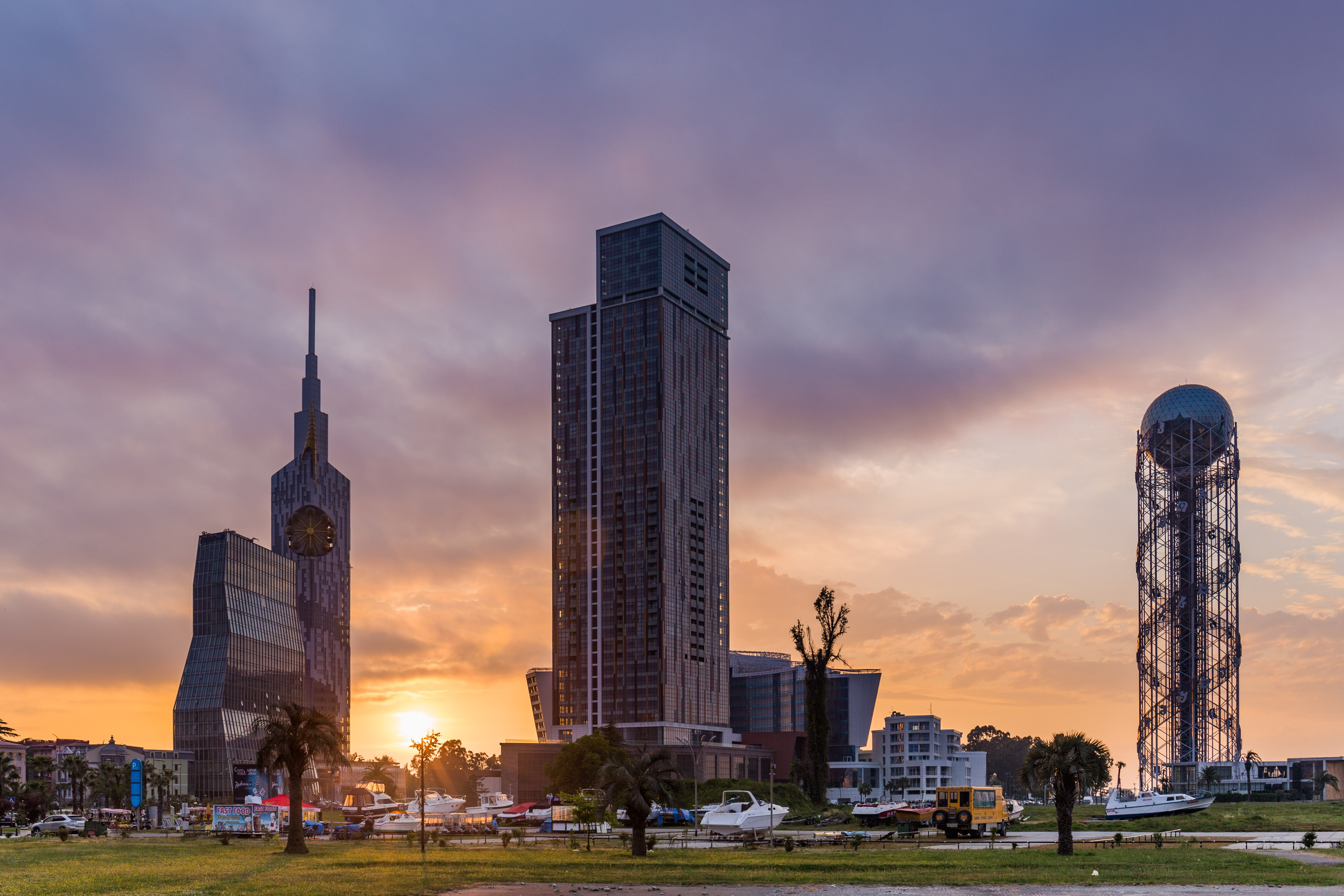
Le 5e étage de la tour alphabétique de Batoumi (Géorgie ; à droite de l'image) est conçu pour permettre aux visiteurs de voir comment fonctionne son amortisseur harmonique.

Un amortisseur harmonique, amortisseur dynamique accordé (ADA) ou encore Tuned Mass Damper (TMD) est un dispositif installé sur des structures du génie civil (ponts, viaducs, antennes...), ou des gratte-ciel, permettant la réduction des oscillations provoquées par le vent (ou d'autres causes). C'est un oscillateur accordé et amorti, généralement dissimulé au sommet de la structure, et couplé au mouvement de cette dernière, de telle manière qu'idéalement il oscille en opposition de phase avec elle et récupère ainsi de l'énergie. En effet, l’énergie cinétique de la tour est transférée au pendule qui lui-même dissipe son énergie dans les vérins hydrauliques.

## Historique
Le concept de l'ADA a été premièrement étudié par l'Allemand Hermann Frahm en 1909 afin de réduire le mouvement de tangage des navires. Plus tard, en 1940 le Hollando-Américain Jacob Pieter Den Hartog (en) étudie en détail les ADA et propose des paramètres d’amortissement optimaux pour réduire la réponse d’un système à une perturbation. Des contributions significatives ont également été faites par S.E. Randall et G.B. Warburton en 1981.

## Utilisation
L’utilisation d’un Amortisseur Dynamique Accordé (ADA) est une technique d’amortissement extrêmement répandue car elle est simple et peu coûteuse. On la retrouve dans des structures, autres que les tours, comme les ponts, les bateaux et même les moteurs des voitures. Cette technologie est constituée d’une masse, d’un système oscillant (pendule, ressort, etc.), et d’un amortisseur.

## Cas de la Tour Taipei 101

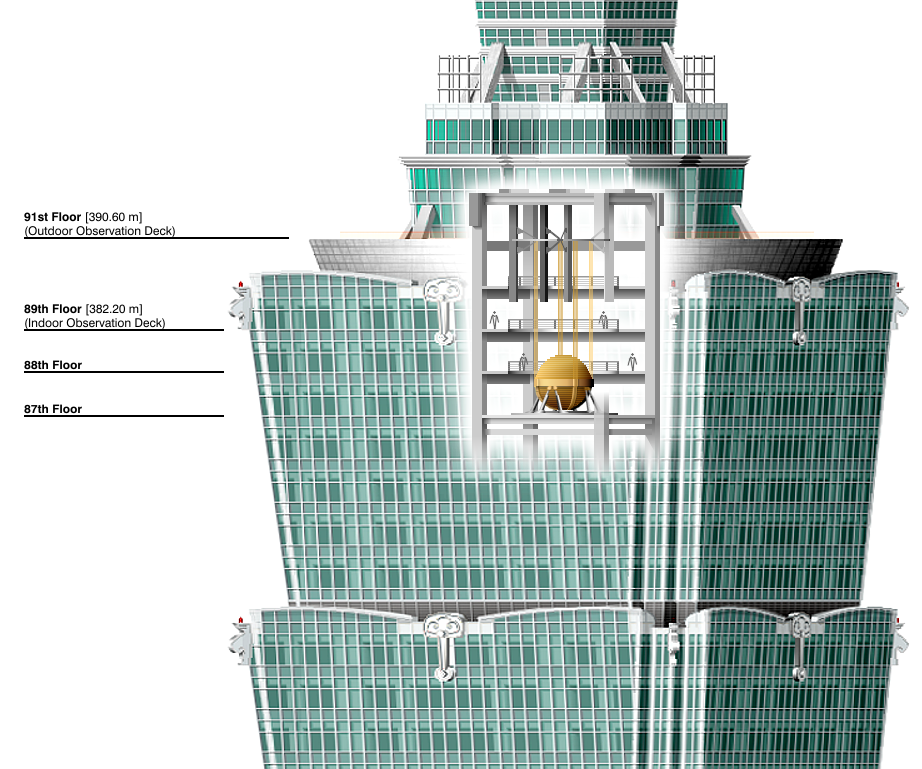
La boule d'amortissement du gratte-ciel Taipei 101 pèse 660 tonnes.

Situé à Taïwan, la tour Taipei 101 mesure plus de 500 mètres de haut pour une masse totale de près de 700 000 tonnes. Construite en 2003, elle est restée le plus haut gratte-ciel du monde jusqu’en 2007 avec l’inauguration du Burj Dubaï (828 m). Son ADA est constitué d’une boule d’acier de 660 tonnes pour un rayon de 2,7 m suspendue entre le 92e et le 87e étage. Elle pendule grâce à quatre câbles d'acier de 11,5 m et est amortie par huit vérins hydrauliques. 
Sous l'action des typhons, le déplacement horizontal des étages les plus hauts peut être de 3 m. La tour a pu ainsi résister à l'été 2015 aux bourrasques à plus de 200 km/h du typhon Soudelor avec un déplacement latéral observé d'un mètre. 
Ainsi, il est prédit par les constructeurs que les oscillations de la tour peuvent être atténuées de 30 % à 40 %. Le système est étudié pour résister à un tremblement de terre de magnitude 7 sur l'échelle de Richter. Son efficacité a été vérifiée lors du séisme Sichuan qui a frappé Taiwan en 2008 et de celui de Hualien, le 3 avril 2024, de magnitude 7,2 à 7,5. De plus, l'ADA ne représente que 0,2 % du coût total de construction du bâtiment.